# Лонг Бич (Њујорк)
Лонг Бич (енгл. Long Beach) град је у америчкој савезној држави Њујорк. По попису становништва из 2010. у њему је живело 33.275 становника.

## Демографија
Према попису становништва из 2010. у граду је живело 33.275 становника, што је 2.187 (6,2%) становника мање него 2000. године.
| Група             | 2000.          | 2010.          |
| Белци             | 27.328 (77,1%) | 25.117 (75,5%) |
| Афроамериканци    | 2.190 (6,2%)   | 2.145 (6,4%)   |
| Азијати           | 822 (2,3%)     | 912 (2,7%)     |
| Хиспаноамериканци | 4.540 (12,8%)  | 4.691 (14,1%)  |
| Укупно            | 35.462         | 33.275         |